# 파파라치 (2004년 영화)
《파파라치》(영어: Paparazzi)는 미국에서 제작된 폴 아버스칼 감독의 2004년 액션 스릴러 영화이다. 콜 하우저 등이 출연하였고, 멜 깁슨 등이 제작에 참여하였다.

## 출연진
- 콜 하우저
- 로빈 터니
- 데니스 퍼리나
- 대니얼 볼드윈
- 톰 홀런더
- 케빈 게이지
- 블레이크 마이클 브라이언
- 톰 사이즈모어
- 도널 깁슨
- 크리스 록
- 켈리 칼슨
- 멜 깁슨 (크레디트 미기재)
- 빈스 본 (크레디트 미기재)
- 매슈 매코너헤이 (크레디트 미기재)

## 기타 제작진
- 배역: 어맨다 매키 존슨, 캐시 샌드리치
- 미술: 롭 윌슨 킹
- 의상: 데니즈 윈게이트
- 조감독: 존 넬슨